# Formula–1 japán nagydíj

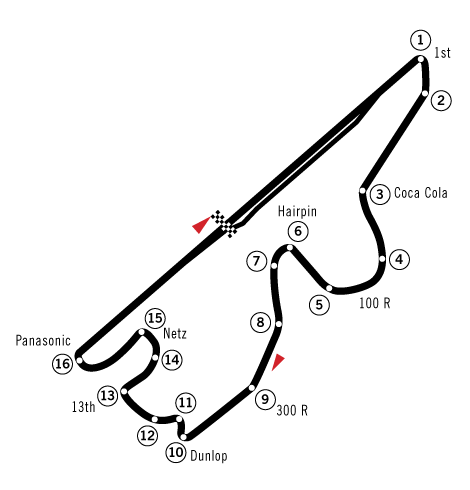
Fuji Speedway

Az első japán nagydíjat (Fuji Television Japanese Grand Prix) 1976-ban rendezték meg a Fuji Speedwayen, mely Sizuoka prefektúrában található. A versenyeket 1987-től 2006-ig minden évben a Szuzukában rendezték meg. 1994-ben és 1995-ben Japánban két futamot rendeztek egy évben, hiszen a japán mellett a csendes-óceáni nagydíjat is ebben az országban rendezték, az Tanaka International Circuiton, Aidában. 2007-ben és 2008-ban ismét Fudzsiban rendezték meg a japán nagydíjat, majd 2009-től újra Szuzuka rendezi a nagydíjat. 2022-ben itt nyerte meg Max Verstappen második világbajnoki címét.

## Az eddigi győztesek
| Év        | Pilóta                           | Konstruktőr                      | Pálya                            | Riport                           |
| --------- | -------------------------------- | -------------------------------- | -------------------------------- | -------------------------------- |
| 2025      | Max Verstappen                   | Red Bull-RBPT                    | Suzuka                           | Riport                           |
| 2024      | Max Verstappen                   | Red Bull-RBPT                    | Suzuka                           | Riport                           |
| 2023      | Max Verstappen                   | Red Bull-RBPT                    | Suzuka                           | Riport                           |
| 2022      | Max Verstappen                   | Red Bull-RBPT                    | Suzuka                           | Riport                           |
| 2021      | Törölve a Covid19-pandémia miatt | Törölve a Covid19-pandémia miatt | Törölve a Covid19-pandémia miatt | Törölve a Covid19-pandémia miatt |
| 2020      | Törölve a Covid19-pandémia miatt | Törölve a Covid19-pandémia miatt | Törölve a Covid19-pandémia miatt | Törölve a Covid19-pandémia miatt |
| 2019      | Valtteri Bottas                  | Mercedes                         | Suzuka                           | Riport                           |
| 2018      | Lewis Hamilton                   | Mercedes                         | Suzuka                           | Riport                           |
| 2017      | Lewis Hamilton                   | Mercedes                         | Suzuka                           | Riport                           |
| 2016      | Nico Rosberg                     | Mercedes                         | Suzuka                           | Riport                           |
| 2015      | Lewis Hamilton                   | Mercedes                         | Suzuka                           | Riport                           |
| 2014      | Lewis Hamilton                   | Mercedes                         | Suzuka                           | Riport                           |
| 2013      | Sebastian Vettel                 | Red Bull-Renault                 | Suzuka                           | Riport                           |
| 2012      | Sebastian Vettel                 | Red Bull-Renault                 | Suzuka                           | Riport                           |
| 2011      | Jenson Button                    | McLaren-Mercedes                 | Suzuka                           | Riport                           |
| 2010      | Sebastian Vettel                 | Red Bull-Renault                 | Suzuka                           | Riport                           |
| 2009      | Sebastian Vettel                 | Red Bull-Renault                 | Suzuka                           | Riport                           |
| 2008      | Fernando Alonso                  | Renault                          | Fuji                             | Riport                           |
| 2007      | Lewis Hamilton                   | McLaren-Mercedes                 | Fuji                             | Riport                           |
| 2006      | Fernando Alonso                  | Renault                          | Suzuka                           | Riport                           |
| 2005      | Kimi Räikkönen                   | McLaren-Mercedes                 | Suzuka                           | Riport                           |
| 2004      | Michael Schumacher               | Ferrari                          | Suzuka                           | Riport                           |
| 2003      | Rubens Barrichello               | Ferrari                          | Suzuka                           | Riport                           |
| 2002      | Michael Schumacher               | Ferrari                          | Suzuka                           | Riport                           |
| 2001      | Michael Schumacher               | Ferrari                          | Suzuka                           | Riport                           |
| 2000      | Michael Schumacher               | Ferrari                          | Suzuka                           | Riport                           |
| 1999      | Mika Häkkinen                    | McLaren-Mercedes                 | Suzuka                           | Riport                           |
| 1998      | Mika Häkkinen                    | McLaren-Mercedes                 | Suzuka                           | Riport                           |
| 1997      | Michael Schumacher               | Ferrari                          | Suzuka                           | Riport                           |
| 1996      | Damon Hill                       | Williams-Renault                 | Suzuka                           | Riport                           |
| 1995      | Michael Schumacher               | Benetton-Renault                 | Suzuka                           | Riport                           |
| 1994      | Damon Hill                       | Williams-Renault                 | Suzuka                           | Riport                           |
| 1993      | Ayrton Senna                     | McLaren-Ford                     | Suzuka                           | Riport                           |
| 1992      | Riccardo Patrese                 | Williams-Renault                 | Suzuka                           | Riport                           |
| 1991      | Gerhard Berger                   | McLaren-Honda                    | Suzuka                           | Riport                           |
| 1990      | Nelson Piquet                    | Benetton-Ford                    | Suzuka                           | Riport                           |
| 1989      | Alessandro Nannini               | Benetton-Ford                    | Suzuka                           | Riport                           |
| 1988      | Ayrton Senna                     | McLaren-Honda                    | Suzuka                           | Riport                           |
| 1987      | Gerhard Berger                   | Ferrari                          | Suzuka                           | Riport                           |
| 1978-1986 | Nem rendezték meg                | Nem rendezték meg                | Nem rendezték meg                | Nem rendezték meg                |
| 1977      | James Hunt                       | McLaren-Ford                     | Fuji                             | Riport                           |
| 1976      | Mario Andretti                   | Lotus-Ford                       | Fuji                             | Riport                           |

### Nem világbajnoki versenyek
| Év   | Versenyző          | Konstruktőr       | Helyszín          | Összefoglaló      |
| ---- | ------------------ | ----------------- | ----------------- | ----------------- |
| 1976 | Jacques Laffite    | BMW               | Fuji              | Összefoglaló      |
| 1975 | Haszemi Maszahiro  | March             | Fuji              | Összefoglaló      |
| 1974 | Nem rendezték meg  | Nem rendezték meg | Nem rendezték meg | Nem rendezték meg |
| 1973 | Kuroszava Motoharu | March             | Fuji              | Összefoglaló      |
| 1972 | John Surtees       | Surtees           | Fuji              | Összefoglaló      |
| 1971 | Nagamacu Kuniomi   | Mitsubishi        | Fuji              | Összefoglaló      |
| 1970 | Nem rendezték meg  | Nem rendezték meg | Nem rendezték meg | Nem rendezték meg |
| 1969 | Kuroszava Motoharu | Nissan            | Fuji              | Összefoglaló      |
| 1968 | Kitano Moto        | Nissan            | Fuji              | Összefoglaló      |
| 1967 | Ikuzava Tecu       | Porsche           | Fuji              | Összefoglaló      |
| 1966 | Szunako Josikazu   | Prince            | Fuji              | Összefoglaló      |
| 1965 | Nem rendezték meg  | Nem rendezték meg | Nem rendezték meg | Nem rendezték meg |
| 1964 | Sikiba Szúkicsi    | Porsche           | Suzuka            | Összefoglaló      |
| 1963 | Peter Warr         | Lotus-Cosworth    | Suzuka            | Összefoglaló      |

## Legsikeresebb versenyzők
| Győzelmek | Versenyző          | Győztes évek                       |
| --------- | ------------------ | ---------------------------------- |
| 6         | Michael Schumacher | 1995, 1997, 2000, 2001, 2002, 2004 |
| 5         | Lewis Hamilton     | 2007, 2014, 2015, 2017, 2018       |
| 4         | Sebastian Vettel   | 2009, 2010, 2012, 2013             |
| 4         | Max Verstappen     | 2022, 2023, 2024, 2025             |
| 2         | Gerhard Berger     | 1987, 1991                         |
| 2         | Ayrton Senna       | 1988, 1993                         |
| 2         | Damon Hill         | 1994, 1996                         |
| 2         | Mika Häkkinen      | 1998, 1999                         |
| 2         | Fernando Alonso    | 2006, 2008                         |